# 崋山県 (江蘇省)
崋山県（かざん-けん）は、中華人民共和国江蘇省にかつて存在した中国の県。現在の徐州市豊県南東部、崋山鎮に相当する。
1944年（民国33年）、汪兆銘政権により淮海省豊県より分割設置された。中華人民共和国が成立すると当初は山東省の管轄とされたが、1952年に江蘇省に移管されている。1953年に廃止となり、管轄区域は豊県に編入された。